# ماتئو فراری
ماتئو فراری (به ایتالیایی: Matteo Ferrari) بازیکن فوتبال و اهل ایتالیا است 

## تیم ملی
از سال ۲۰۰۲ میلادی عضو تیم ملی فوتبال ایتالیا بوده و در ۱۱ بازی ملی حضور داشته‌است. او در بازی‌های ملی‌اش گلی به ثمر نرساند.
او هم‌اکنون بازیکن تیم مونترال در لیگ ام‌ال اس است.